# Utrechtské knížecí biskupství
Utrechtské (knížecí) biskupství (nizozemsky Sticht Utrecht, německy Hochstift Utrecht) byl v době 11. až 16. století církevní knížectví Svaté říše římské nacházející se v oblasti Nizozemí (v dnešním Nizozemsku). Sousedilo s dalšími celky uvnitř Říše, tj. s Holandským hrabstvím a Gelderským vévodstvím, mezi kterými se nacházelo. Územně se knížectví členilo na regiony Nedersicht (s městem Utrecht), Oversicht (město Groningen), Overijssel a Drentsko. Církevnímu státu vládli volení utrechtští knížata-biskupové od roku 1024 (knížecí biskupství tak souvisí s utrechtskou diecézí, avšak oba celky si nejsou totožné, diecéze je pouze správní jednotka církve a sahala dál za hranice knížectví). Oproti běžným biskupům byli biskupové utrechtští říšskými knížaty a mohli se několikrát účastnit říšských sněmů.
V letech 1228–1232 biskup Willibrand z Oldenburku vede křížovou výpravu proti Drentsku s armádou složenou převážně z fríských křižáků, příčinou kruciáty byl spor ohledně pravomocí utrechtského biskupa nad Drentskem.
Roku 1500 bylo utrechtské biskupství zahrnuto do Dolnorýnsko-vestfálského kraje v rámci nového uspořádání Svaté říše římské do říšských krajů. V roce 1527 prodal biskup svá území císaři Karlu V. a knížectví se stalo nedílnou součástí habsburského panství, přičemž tamní kapituly převedly právo volit biskupa na císaře a jeho vládu. Tomu také dal souhlas papež Klement VII., který se po vyplenění Říma (1527) octl pod politickým tlakem. Roku 1528 bylo utrechtské biskupství dobyto habsburskými vojsky a císař Karel V. sekularizoval církevní knížectví, čímž zbavil biskupa světské moci. Na místě vznikly nové státní celky světského charakteru: jihozápadní část a střed kolem města Utrecht byly přetvořeny v Utrechtské panství, zatím co na jihu vzniklo panství Overijssel. O dost později (roku 1536) vzniklo na severu ještě Drentské hrabství.